# Concert privé
Albums par Jean-Louis Aubert
Stockholm
(1997) Comme un accord
(2001)
Lives par Jean-Louis Aubert
Une page de tournée
(1994) Comme on a fait
(2003)
Concert privé est un album live de Jean-Louis Aubert en solo sorti en 1998.

## Description
M6 diffuse à l'occasion de la Fête de la musique le concert privé donné le 12 mai 1998 par Jean-Louis Aubert au Cirque d´Hiver. L´enregistrement de ce « show acoustique et intimiste » sort en disque compact sort en juin 1998.
La plupart des titres interprétés par Aubert interprète sont sur son dernier album, « Stockholm ». Dans le concert, il reprend en duo Norvegian Wood, des Beatles, avec Tjinger Singh, chanteur du groupe pop rock pakistanais Cornershop. Deux titres sont chantés avec Les Nubians, Locataire et Univers

## Liste des titres
1. Le jour se lève encore (Aubert) 3:34
2. Océan (Aubert) 6:33
3. Locataire (Aubert) 6:13
4. Quand Paris s'éteint (Aubert) 4:47
5. New-York avec toi (Aubert/Téléphone) 3:06
6. Univers (Aubert) 5:13
7. Norwegian Wood (This Bird Has Flown) (John Lennon, Paul McCartney) 2:14
8. La p'tite semaine (Aubert) 4:04
9. Temps à nouveau (Aubert) 5:28
10. Au cœur de la nuit (Aubert) 4:08
11. Vivant poème (Aubert) 3:27
12. Sid'Aventure (Aubert) 5:26
13. Stockholm (Aubert) 4:35
14. La Bombe humaine (Aubert/Téléphone) 5:43
15. Un autre monde (Aubert/Téléphone) 6:40 ( à noter que sur certaines versions les deux derniers titres apparaissent sur une seule piste sous le nom de 'la bombe humaine'

## Artistes présents sur l'album
- Batterie & Voix : Richard Kolinka
- Basse & Voix : Karim Boulbahri
- Guitares, Claviers & Voix : Oli Le Baron
- Guitares & Chant : Jean-Louis Aubert

## Réception
L'album atteint durant plusieurs semaines la 13e place du Billboard en France,,.